# Осінець (Чарнковсько-Тшцянецький повіт)
Осінець (пол. Osiniec) — село в Польщі, у гміні Тшцянка Чарнковсько-Тшцянецького повіту Великопольського воєводства.
Населення — 64 особи (2011).
У 1975-1998 роках село належало до Пільського воєводства.

## Демографія
Демографічна структура станом на 31 березня 2011 року:
|          | Загалом | Допрацездатний вік | Працездатний вік | Постпрацездатний вік |
| -------- | ------- | ------------------ | ---------------- | -------------------- |
| Чоловіки | 31      | 4                  | 26               | 1                    |
| Жінки    | 33      | 7                  | 19               | 7                    |
| Разом    | 64      | 11                 | 45               | 8                    |